# Hatayspor
Hatayspor ist ein türkischer Fußballverein aus der Stadt Antakya in der Provinz Hatay. Neben der Fußballabteilung besitzt der Verein weitere Sportabteilungen.

## Geschichte
1967 kamen die lokalen Notabeln der Stadt Antakya zusammen und forderten, zur Stadtförderung einen wettbewerbsfähigen Fußballverein zu gründen. Diese Forderung fand großen Zuspruch, und so fusionieren die drei Vereine Kurtuluşspor, Esnafspor und Reyhanlı Gençlikspor zum heutigen Verein Hatayspor. Als Vereinsfarben wurden Bordeauxrot-Weiß und Grün gewählt. Bordeauxrot sollte dabei die Würde, Weiß die Reinheit und Grün den lokal beheimateten Olivenbaum symbolisieren. Die Gründungsmitglieder waren Razık Gazel, Orhan Aksuyu, Fatih Hocaoğlu und Hüsnü Hataylı.
Der Verein stieg 1976 in die damals dritthöchste Spielklasse auf. Die erfolgreichste Zeit erlebte er in den Jahren 2000 bis 2002. Hier spielte man in der zweithöchsten türkischen Spielklasse, der heutigen TFF 1. Lig. Nach vier Jahren in der TFF 3. Lig gelang dem Team zum Sommer 2012 die Meisterschaft und damit der Aufstieg in die TFF 2. Lig. Im Sommer 2020 gelang als Meister der TFF1 der Aufstieg in die oberste Spielklasse, die Süper Lig. In den ersten beiden Jahren konnte sich Hatayspor als 6. und 12. in der Süper Lig etablieren.
Da Antakya vom Erdbeben 2023 schwer betroffen ist, zog sich Hatayspor im Februar 2023 aus dem Spielbetrieb der Saison 2022/23 zurück.

## Ligazugehörigkeit
- 1. Liga: seit der Saison 2020/21
- 2. Liga: 1970–1976, 1980–1983, 1990–1992, 1993–2002, 2018–2019
- 3. Liga: 1967–1970, 1976–1980, 1984–1990, 1992–1993, 2002–2008, 2012–2018
- 4. Liga: 2008–2012
- Regionale Amateurliga: 1983–1984

## Kader Saison 2024/25
| Nr. |            | Position | Name                |
| --- | ---------- | -------- | ------------------- |
| 12  | Kosovo     | TW       | Visar Bekaj         |
| 34  | Turkei     | TW       | Demir Sarıcalı      |
| 78  | Turkei     | TW       | Emir Dadük          |
| 2   | Turkei     | AB       | Kamil Ahmet Çörekçi |
| 3   | Kamerun    | AB       | Guy-Marcelin Kilama |
| 4   | Costa Rica | AB       | Francisco Calvo     |
| 15  | Turkei     | AB       | Burak Yılmaz        |
| 22  | Turkei     | AB       | Kerem Alıcı         |
| 27  | Turkei     | AB       | Cengiz Demir        |
| 88  | Turkei     | AB       | Cemali Sertel       |
| 95  | Turkei     | AB       | Yiğit Ali Buz       |
| 5   | Turkei     | MF       | Görkem Sağlam       |
| 6   | Turkei     | MF       | Abdulkadir Parmak   |

| Nr. |                | Position | Name               |
| --- | -------------- | -------- | ------------------ |
| 8   | Kongo Republik | MF       | Massanga Matondo   |
| 14  | Portugal       | MF       | Rui Pedro          |
| 16  | Turkei         | MF       | Selimcan Temel     |
| 17  | Senegal        | MF       | Lamine Diack       |
| 23  | Turkei         | MF       | Baran Sarka        |
| 25  | Turkei         | MF       | Ali Yıldız         |
| 52  | Turkei         | MF       | Berkay İrşad Göç   |
| 7   | Nigeria        | ST       | Funsho Bamgboye    |
| 10  | Schweden       | ST       | Carlos Strandberg  |
| 11  | Nigeria        | ST       | Jonathan Okoronkwo |
| 77  | Portugal       | ST       | Joelson Fernandes  |
| 94  | Turkei         | ST       | Deniz Aksoy        |
| 98  | Frankreich     | ST       | Bilal Boutobba     |

Letzte Aktualisierung: 15. Juni 2025

## Ehemalige bekannte Spieler
| - Ergün Acuner - Yunus Altun - Christian Atsu † - Caner Bulut - Bülent Ertuğrul - Candan Tarhan - Serhat Güller - Hüseyin Kala | - Reşit Kaynak - Toprak Kırtoğlu - İsmail Özeren - Selçuk Şahin - Ramazan Sal - Ayhan Tumani - Gökhan Zan |

## Ehemalige Trainer (Auswahl)
| - Candemir Berkman (August 1971 – April 1971) - Yücel İldiz (Juli 1990 – Mai 1991) - Yücel İldiz (Juni 1993 – Mai 1994) - Ercan Albay (Juni 1994 – Dezember 1994) - Ali Kemal Denizci (Dezember 1994 – März 1995) - Yücel İldiz (März 1995 – Mai 1995) - Aldoğan Argon (Juni 1995 – Oktober 1995) - Levent Arıkdoğan (Juli 1996 – Februar 1997) - Cüneyt Memişoğlu (November 1997 – April 1998) - Yücel İldiz (September 1998 – Mai 1999) - Ali Gültiken (Januar 2000 – Mai 2000) - Hüsnü Özkara (Juli 2000 – März 2001) - Mehmet Kakil (August 2002 – Februar 2003) - Ömer Kaner (Februar 2003 – Mai 2003) - Kahraman Karataş (September 2005 – Dezember 2005) - Kahraman Karataş (September 2007 – November 2007) | - Mehmet Kakil (August 2008 – August 2009) - Müjdat Yalman (Oktober 2009 – November 2009) - Mehmet Kakil (November 2009 – März 2010) - Nurettin Yılmaz (März 2011 – April 2011) - İsmail Batur (April 2011 – Mai 2012) - Ahmet Ertem (August 2012 – Januar 2013) - Ali Güneş (Januar 2013 – April 2013) - Ahmet Taşyürek (April 2013 – Mai 2015) - Durmuş Çolak (Juli 2015 – September 2015) - Gürses Kılıç (September 2015 – Januar 2016) - Bayram Toysal (Januar 2016 – Mai 2016) - Fatih Kavlak (Juni 2016 – Februar 2017) - İlhan Palut 1 (Februar 2017 – Mai 2017) - İlhan Palut 2 (September 2017 – September 2019) - Rıza Çalımbey (September 2024 – ) |

## Weitere Abteilungen
- Basketball
- Volleyball
- Handball
- Tischtennis
- Schwimmen
- Ringen
- Leichtathletik
- Bogenschießen